# Federació Catalana de Gimnàstica
La Federació Catalana de Gimnàstica és l'organisme rector que ordena, impulsa i dirigeix, l'activitat esportiva de la gimnàstica a Catalunya. Forma part de la Unió de Federacions Esportives de Catalunya.

## Història
Malgrat que algunes fonts situen el naixement de la federació l'any 1923 sota el nom de Confederació Catalana de Gimnàstica amb Carles Comamala com a primer president, aquest fet no està documentat. Sí que ho està la creació de la Federació Catalana de Gimnàstica el 10 de desembre de 1932 en una assemblea a l'Ateneu Enciclopèdic Popular on es va escollir el primer Consell Federal, la presidència del qual va recaure en Carles Pi Sunyer. El 10 d'octubre de 1933, uns mesos després de la fundació del Centre Gimnàstic Barcelonès, es va celebrar a l'Estadi de Montjuïc la primera competició organitzada per la federació, però l'esclat de la Guerra Civil va acabar aturant l'activitat federativa. L'abril de 1940 es va recuperar la Federació Catalana com una delegació regional de la Confederación Gimnástica de España, amb Carles Comamala com a president i amb seu al Gimnàs García Alsina. Aquell mateix any es va organitzar el primer Campionat de Catalunya i es va reactivar la gimnàstica en gimnasos com el García Alsina, Thibergien, Motiño, Saldaña, Centre Gimnàstic Barcelonès i el Blume. Gràcies als èxits de Joaquim Blume i la presència a catalunya d'equips europeus com Alemanya, Suïssa o Japó, van contribuir a popularitzar la gimnàstica i es va doblar el nombre de gimnasos federats i es va multiplicar per deu el de llicències. El 1969 es va crear el Memorial Joaquim Blume, que sota el nom de Critèrium Internacional Ciutat de Barcelona es va iniciar en la modalitat d'artística masculina i a partir de 1971 en la femenina, amb el nom de Trofeu Internacional Catalunya, el 1987 es va crear la Copa Internacional Barcelona de rítmica, el 1989 la Copa Catalana i el 1991 les competicions de gimnàstica dels Quatre Motors d'Europa. En l'àmbit formatiu es van crear els Centres de Tecnificació de Granollers, Vilanova i la Geltrú i la Foixarda. també es va millorar la gestió tecnològica i administrativa de la federació, i va fer una aposta decidida per la tecnificació esportiva i l'alt rendiment. Acull les disciplines de gimnàstica artística, gimnàstica rítmica, trampolí, doble minitrampolí i tumbling, gimnàstica aeròbica i fitnes, gimnàstica estètica de grup i gimnàstica acrobàtica. Organitza les competicions de les diverses disciplines que es disputen a Catalunya i també les d'àmbit internacional com són el Trofeu Ciutat de Barcelona, el Memorial Joaquim Blume de gimnàstica artística i la Copa Internacional de Catalunya de gimnàstica rítmica individual.

## Presidents

### Carles Pi Sunyer(1932-1936)
Va ser elegit president del Consell Federal de la Federació Catalana de Gimnàstica el 10 de desembre de 1932, quan aquesta es va constituir. Oficialment va ser president fins que el 1936 la Guerra Civil va acabar paralitzant l'activitat federativa i durant la seva presidència es va centrar en la difusió de l'educació física total, que començava per la gimnàstica educativa de formació i continuava amb la gimnàstica esportiva de competició.

### Carles Comamala López-Delpan(1940-1946)
Va practicar la gimnàstica, l'atletisme, la natació, l'hoquei herba i el futbol, esport en el que va destacar com a jugador del FC Barcelona. Va ser nomenat president quan la Federació Catalana de Gimnàstica va reaparèixer el 1940 com una delegació regional de la Confederación Española de Gimnasia, i va ocupar el càrrec fins al 1945. Durant la Segona República va ser president de l'Acadèmia d'Educació Física de Catalunya. Durant la seva presidència va ser un home clau en la creació dels Campionats de Catalunya l'any 1940 i en la reactivació de la gimnàstica esportiva en els gimnasos d'aquella època

### Pere Rodríguez Marià(1945-1956)
Va començar a destacar com a gimnasta poc després de la Guerra Civil, i va arribar a ser campió de Catalunya i subcampió d'Espanya individual el 1945, any en què també va ser campió d'Espanya per equips amb la selecció catalana quan ja era president de la federació. Va agafar l'any 1945 el relleu provisional de Carles Comamala quan aquest va deixar la presidència i l'any següent va ser nomenat oficialment president de la que ja es deia Federació Catalana de Gimnàstica, càrrec que va ocupar fins al 1956. Durant el seu mandat va treballar en l'ensenyament i la promoció de la gimnàstica esportiva, va donar un gran impuls a la participació femenina, i va propiciar els primers encontres internacionals de la selecció catalana. En deixar la presidència de la Federació Catalana, va accedir a la vicepresidència de la Federació Espanyola.

### Manuel Jover de Dorda(1956-1964)
Jutge de gimàstica, va entrar a la Junta Directiva com a secretari sota la presidència de Pere Rodríguez, va ser nomenat president a finals d'agost de 1956 i es va mantenir en el càrrec fins al mes de setembre de 1964.

### José María Sánchez Martínez (1964-1968)
Practicant del futbol, l'hípica i la natació durant la seva joventut. Durant la seva etapa a la presidència, la federació va tenir una gran expansió, doblant el nombre de gimnasos federats i multiplicant per deu el de llicències.

### Joan de la Llera Trens(1968-1987)
Va presidir la federació durant dinou anys, un any després va crear el Memorial Joaquim Blume, que sota el nom de Critèrium Internacional Ciutat de Barcelona es va iniciar primer en la modalitat d'artística masculina i a partir de 1971 en la femenina amb el nom de Trofeu Internacional Catalunya, va crear la Copa Internacional Barcelona de rítmica. La seva bona tasca al front de la Federació Catalana, el va portar a la Federació Espanyola, primer com a president d'una comissió gestora i més tard com a vicepresident, i posteriorment al Comitè Executiu de la Unió Europea de Gimnàstica.

### Elena Artamendi García(1988)
Gimnasta internacional, es va retirar el 1965 i després va fer d'entrenadora i jutgessa. A principis dels anys setanta va entrar a la Junta Directiva i el 1977 va ser nomenada presidenta del Comitè Tècnic femení. Posteriorment, ja en els anys vuitant, va passar a ser vicepresidenta primera i a formar part del Comitè Tècnic de la Federació Espanyola. Va ocupar provisionalment la presidència, de la qual era la vicepresidenta primera, després de la sobtada mort de Joan de la Llera, i quan Rosa Guillamet va accedir a la presidència va seguir encara uns anys com a responsable de l'artística femenina catalana.

### Maria Rosa Guillamet González de Agüero (1988-1998)
Entrenadora i jutgessa de gimnàstica artística femenina, va entrar a la federació com a vocal del Comitè Tècnic femení. Com a presidenta del Comitè de Jutges de la Federació Catalana i del Comitè Tècnic de l'Espanyola va estar present a molts campionats internacionals, tant amb la selecció catalana com l'espanyola. Un any després de ser elegida presidenta, va ser nomenada vicepresidenta de la Federació Espanyola, càrrec que li va permetre convertir-se en presidenta accidental en dues ocasions, el 1991 i el 1994, després de les dimissions de Carmen Algora i Jesús Orozco. També va ser membre de la Federació Internacional de Gimnàstica, que va continuar ocupant una vegada va deixar la presidència de la Federació Catalana.

### Lluís Abaurrea Alfaro(1998-2000)
Destacat gimnasta internacional dels anys cinquanta. Gran coneixedor de la gimnàstica de base i professor de l'INEF de Barcelona des de 1973 fins al 1995, va arribar a la Federació Catalana el 1996, ocupant la vicepresidència. També va ser president del Comitè Tècnic d'artística masculina de la federació, i director de l'Escola Catalana de Gimnàstica des que aquesta es va crear l'any 1983 fins al 1986.

### Xavier March Mateu (2000-)
Es va iniciar en la gimnàstica a finals dels anys setanta en el Club Esportiu la Salle Gràcia, va formar part del grup d'entrenament de la Federació Catalana. Entre 1984, quan va ser subcampió d'Espanya júnior, i el 1991 va formar part de l'equip espanyol de gimnàstica artística, amb què va participar en el Mundial de Stuttgart de 1989 i en diversos torneigs internacionals, i de 1987 a 1991 va estar becat per la Houston Baptist University, i va competir a la lliga universitària nord-americana. Va ser elegit president el 31 de juliol de 2000. També va formar part de la Comissió Delegada de la Federació Espanyola i des de 2004 és vocal al Consell Directiu de la Unió de Federacions Esportives de Catalunya.